# Новомоньинское (сельское поселение)
Новомоньинское — упразднённое муниципальное образование со статусом сельского поселения в Селтинском районе Удмуртии Российской Федерации.
Административный центр — деревня Новая Монья.

## История
Статус и границы сельского поселения установлены Законом Удмуртской Республики от 28 января 2005 года № 1-РЗ «Об установлении границ муниципальных образований и наделении соответствующим статусом муниципальных образований на территории Селтинского района Удмуртской Республики».
Законом Удмуртской Республики от 05.04.2021 № 23-РЗ к 18 апреля 2021 года было упразднено в связи с преобразованием Селтинского района в муниципальный округ.

## Население
| 2010 | 2012  | 2013  | 2014  | 2015  | 2016  | 2017 |
| ---- | ----- | ----- | ----- | ----- | ----- | ---- |
| 1089 | ↗1096 | ↘1081 | ↘1037 | ↘1031 | ↘1012 | ↘990 |
| 2018 | 2019  | 2020  |       |       |       |      |
| ↘970 | ↘931  | ↘910  |       |       |       |      |

## Состав сельского поселения
| №  | Населённый пункт | Тип населённого пункта          | Население |
| -- | ---------------- | ------------------------------- | --------- |
| 1  | Вутно            | деревня                         | ↗24       |
| 2  | Гамберово        | деревня                         | ↘57       |
| 3  | Гобгурт          | деревня                         | ↗315      |
| 4  | Кочегурт         | деревня                         | ↘65       |
| 5  | Круглый Ключ     | деревня                         | →19       |
| 6  | Мугло            | деревня                         | ↗57       |
| 7  | Новая Монья      | деревня, административный центр | ↗429      |
| 8  | Орловский        | выселок                         | ↗29       |
| 9  | Покровцы         | деревня                         | →0        |
| 10 | Старая Монья     | деревня                         | ↘8        |
| 11 | Эшметьгурт       | деревня                         | ↗93       |